# Masanella
El pico de Masanella (en mallorquín: Puig de Massanella) está situado en la Sierra de Tramontana, tiene una altitud de 1364  metros sobre el nivel del mar,
por lo que es la segunda montaña más alta de la Sierra, de la isla de Mallorca y del archipiélago balear (España), solo por detrás del Puig Mayor, de 1446 metros de altitud (se situaría la tercera si se tiene en cuenta el Penyal des Migdia, una estribación del Puig Mayor con 1401 m). Se encuentra situado en un área agreste perteneciente al término municipal de Escorca, bastante cerca del Puig Mayor.

## Descripción

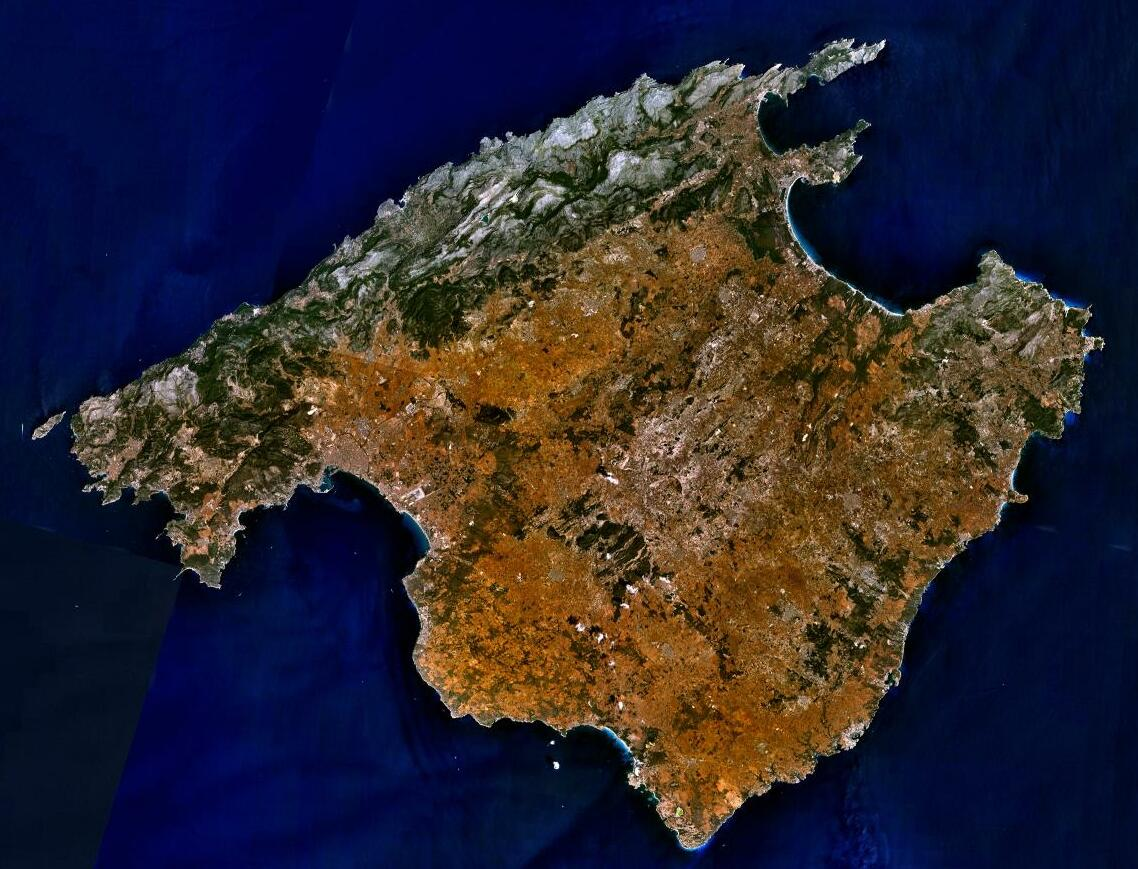
Mallorca desde el espacio. La Sierra de Tramontana es la zona verdosa que recorre el oeste y noroeste de la isla. El Pico de Masanella se encuentra aproximadamente en el centro de la Sierra, pero ya en la mitad superior.

Joan Coromines deriva el nombre Massanella del árabe. "Manzal" significa "hostal" y "ílleh" sería la divinidad, por lo que el resultado del conjunto sería "El hostal de Dios".
También se ha apuntado que su nombre pudiera referirse a alguna variedad de manzana.
El pico de Masanella es hogar para algunas especies animales y vegetales entre las cuales se puede destacar el buitre negro y las plantas Helichrysum  massanellanum (antes considerada Helichrysum italicum ssp. microphyllum) y Euphorbia fontqueriana.
En sus proximidades se encuentra el Santuario de Lluc y el Torrente de Comafreda. Son muy comunes las excursiones hasta la cima, que, a pesar de ser de varios kilómetros de longitud y tener un gran desnivel de unos 800 metros, no suponen una gran dificultad. En la sección más alta del recorrido la vegetación ya escasea y los excursionistas transitan por caminos utilizados hasta comienzos del siglo XX para la recolección de nieve.
En la cima del Masanella hay un vértice geodésico, así como un pozo natural de unos veinte metros de profundidad. Desde allí hay amplias vistas de toda Mallorca y especialmente de las inmediaciones, donde se encuentran el ya citado Puig Mayor y el embalse de Cúber. Los días claros se puede vislumbrar Menorca.